# 임지혜 (1992년)
임지혜(1992년 1월 1일 ~ )는 대한민국의 레이싱모델로, 미스코리아 출신이다.

## 방송
- 익스트림 서바이벌 레이싱퀸 1 (2010) - Top10